# Circonscription Italie Nord-Ouest
Ne doit pas être confondu avec Circonscription Nord-Ouest (France) ou Circonscription d'Angleterre du Nord-Ouest.
 (signalé en mai 2025).
Si vous disposez d'ouvrages ou d'articles de référence ou si vous connaissez des sites web de qualité traitant du thème abordé ici, merci de compléter l'article en donnant les références utiles à sa vérifiabilité et en les liant à la section « Notes et références ».
- Archive Wikiwix
- Bing
- Cairn
- DuckDuckGo
- E. Universalis
- Gallica
- Google
- G. Books
- G. News
- G. Scholar
- Persée
- Qwant
- (zh) Baidu
- (ru) Yandex
- (wd) trouver des œuvres sur Wikidata

La circonscription Italie Nord-Ouest (en italien : Circoscrizione Italia nord-occidentale) est circonscription électorale italienne utilisée tous les cinq ans depuis juin 1979 pour une élection au suffrage universel direct, dans le cadre des élections européennes. Dans cette circonscription Nord-Ouest sont élus un 19 (en 2009) des 73 eurodéputés auxquels peut prétendre l'Italie parmi les 751 membres du Parlement européen, en vertu du traité de Lisbonne (qui a modifié le traité de Nice).
Cette circonscription regroupe les quatre régions du Piémont, du Val-d'Aoste, de Ligurie et de Lombardie.
Les circonscriptions ne sont utilisées que pour désigner les élus, mais la représentation proportionnelle est calculée quant à elle au niveau national.

## Élections européennes de 2009
| Nom                                           | Liste                                 | Groupe parlementaire européen |
| --------------------------------------------- | ------------------------------------- | ----------------------------- |
| Gabriele Albertini Fabrizio Bertot (12/04/13) | Le Peuple de la liberté               | PPE                           |
| Sonia Alfano                                  | Italie des Valeurs                    | ADLE                          |
| Magdi Allam                                   | "Io amo l'Italia" élu Union de Centre | PPE                           |
| Francesca Balzani                             | Parti démocrate                       | S&D                           |
| Vito Bonsignore                               | Le Peuple de la liberté               | PPE                           |
| Mario Borghezio                               | Ligue du Nord                         | ELD                           |
| Sergio Cofferati                              | Parti démocrate                       | S&D                           |
| Lara Comi                                     | Le Peuple de la liberté               | PPE                           |
| Carlo Fidanza                                 | Le Peuple de la liberté               | PPE                           |
| Mario Mauro                                   | Le Peuple de la liberté               | PPE                           |
| Cristiana Muscardini                          | Le Peuple de la liberté               | PPE                           |
| Pier Antonio Panzeri                          | Parti démocrate                       | S&D                           |
| Fiorello Provera                              | Ligue du Nord                         | ELD                           |
| Licia Ronzulli                                | Le Peuple de la liberté               | PPE                           |
| Oreste Rossi                                  | ex Ligue du Nord                      | ELD                           |
| Matteo Salvini                                | Ligue du Nord                         | ELD                           |
| Francesco Speroni                             | Ligue du Nord                         | ELD                           |
| Gianluca Susta                                | Parti démocrate                       | S&D                           |
| Patrizia Toia                                 | Parti démocrate                       | S&D                           |
| Gianni Vattimo                                | Italie des Valeurs                    | ADLE                          |
| Iva Zanicchi                                  | Le Peuple de la liberté               | PPE                           |